# 莱扎德里约
莱扎德里约（法語：Lézardrieux，法語發音：[lezaʁdʁijø]）是法国阿摩尔滨海省的一个市镇，位于该省北部偏西，属于拉尼永区。

## 地理
莱扎德里约（48°47'7"N, 3°6'26"W）面积11.91 平方千米，位于法国布列塔尼大區阿摩尔滨海省，该省份为法国西北部沿海省份，位于布列塔尼半岛北部，北濒大西洋英吉利海峡，西接菲尼斯泰尔省，南至莫尔比昂省，东临伊勒-维莱讷省。
与莱扎德里约接壤的市镇（或旧市镇、城区）包括：朗莫代、普勒达涅勒、普勒默尔戈捷。
莱扎德里约的时区为UTC+01:00、UTC+02:00（夏令时）。

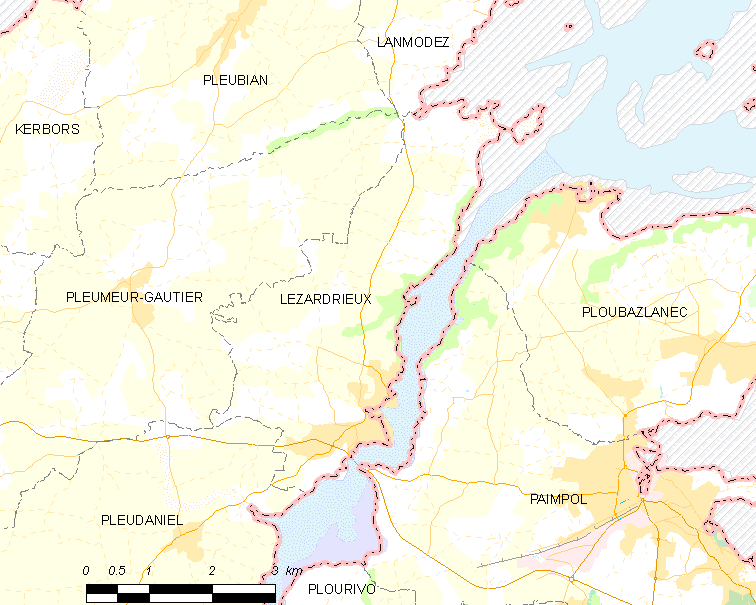
莱扎德里约的OSM定位图

## 行政
莱扎德里约的邮政编码为22740，INSEE市镇编码为22127。

## 政治
莱扎德里约所属的省级选区为特雷吉耶县。

## 交通
阿摩尔滨海省省道D20线、D786线和D787线经过莱扎德里约境内。

## 人口

1962-2008年间莱扎德里约人口变化图示

莱扎德里约于2022年1月1日时的人口数量为1632人。